# Psychogenetisches Grundgesetz
Das psychogenetische Grundgesetz wurde 1904 von Stanley Hall (1846–1924) beschrieben. Er bezog sich dabei auf das biogenetische Grundgesetz von Ernst Haeckel (1834–1919). Beide Autoren versuchen, die individuelle menschliche Entwicklung (Ontogenese) anhand der kollektiven Geschichte zu verdeutlichen (Menschheitsgeschichte). Während Haeckel hierzu die biologische Stammesgeschichte (Phylogenese) heranzieht, beruft sich Hall auf die Völkerkunde (Ethnologie). Sigmund Freud überträgt die Prinzipien der Einzelpsychologie auf die Massenpsychologie.

## Biogenetisches Grundgesetz
Während Ernst Haeckel mit seiner Theorie des biogenetischen Grundgesetzes die biologischen Parallelen der menschlichen Entwicklung betont, hebt Stanley Hall die in der Geschichte der Menschheit zu verfolgenden psychologischen Momente hervor. Ernst Haeckels Grundregel lautete: Die Ontogenese rekapituliert die Phylogenese.

## Psychogenetisches Grundgesetz
Das psychogenetische Grundgesetz Halls entspricht dem biogenetischen Grundgesetz Haeckels und will darüber hinaus einen Zusammenhang zwischen Psychogenese und Phylogenese ausdrücken nach dem Motto: „Die körperliche und psychische intrauterine und postpartale Kindheitsentwicklung wiederholt die Geschichte der Stammesentwicklung von Mensch und Tier“. Es lassen sich auch ethnologische Parallelen feststellen.

### Beispiele
- Die Latenzphase der kindlichen Entwicklung zeigt weit zurückliegende kulturgeschichtliche Parallelen, wie es Sigmund Freud darstellte.
- Kinderzeichnungen lassen an schematische Darstellungen von Bildern aus der Urgeschichte wie die Höhlenmalerei denken.
- Die bei Kindern in einer ganz bestimmten Entwicklungsphase beliebten Ritterspiele wiederholen die Jahrhunderte zurückliegende Geschichte der Ritterkultur (Mittelalter).
- Die sprachgeschichtlich nachweisbare Entwicklung von Oppositionsworten zu Antonymen spiegelt die jeweils individuelle psychische Entwicklung vom Primärprozess zum Sekundärprozess wider.[3][4]
- Nach dem Konzept der Desomatisierung ist in phylogenetischer Sichtweise die Entwicklung von Hirnzentren mit psychologischer Verarbeitung von Sinnesreizen wie die in tertiären Zentren phylogenetisch jüngeren Datums (d. h. sich entwicklungsgeschichtlich in einer späteren Zeit manifestiernd) als die in sekundären Zentren. Das animalische Nervensystem ist jüngeren Datums als das vegetative. Sogenannte „höhere Hirnfunktionen“ sind jünger als solche, die eine rein somatische Regulation von Körperorganen bewirken.[5]
- Traumatische kollektive religionsgeschichtliche Erfahrungen (z. B. Tötung des Mose in der Religionsgeschichte des Judentums) geben nach Freud Anlass zur Beobachtung ähnlicher Entwicklungsschritte wie sie in der Einzelpsychologie bei der Entwicklung neurotischer Symptome bekannt sind. Dabei handelt es sich um den typischen Ablauf folgender neurotischer Stadien: „Frühes Trauma“ (vielfach etwa sinnliche Entbehrungen durch mangelhafte Präsenz der geliebten Mutter im Rahmen des Ödipuskonflikts) – Abwehr entsprechender Hassgefühle gegenüber dem Vater bis hin zu Wunschvorstellungen des Vatermords – Latenz – Ausbruch der neurotischen Erkrankung – mögliche Wiederkehr des Verdrängten. Als ein wesentliches Moment der Religionsbildung im Sinne der Kompensation erscheint dabei das verdrängte Schuldgefühl.[6]
- Am Beispiel frühkindlicher Erinnerungen kann die Mythenbildung verdeutlicht werden, in der es nicht um historische bzw. biographische Genauigkeit, sondern vornehmlich um psychologische Bedeutungen geht.
- Sigmund Freuds Konzept der Deckerinnerung